# جيل ماكجيل
جيل ماكجيل (بالإنجليزية: Jill McGill)‏ هي لاعبة غولف أمريكية، ولدت في 30 يناير 1972 في دنفر في الولايات المتحدة.

## وصلات خارجية
- الموقع الرسمي
- جيل ماكجيل على موقع رابطة لاعبات الغولف المحترفات (الإنجليزية)